# مواد مصرفی

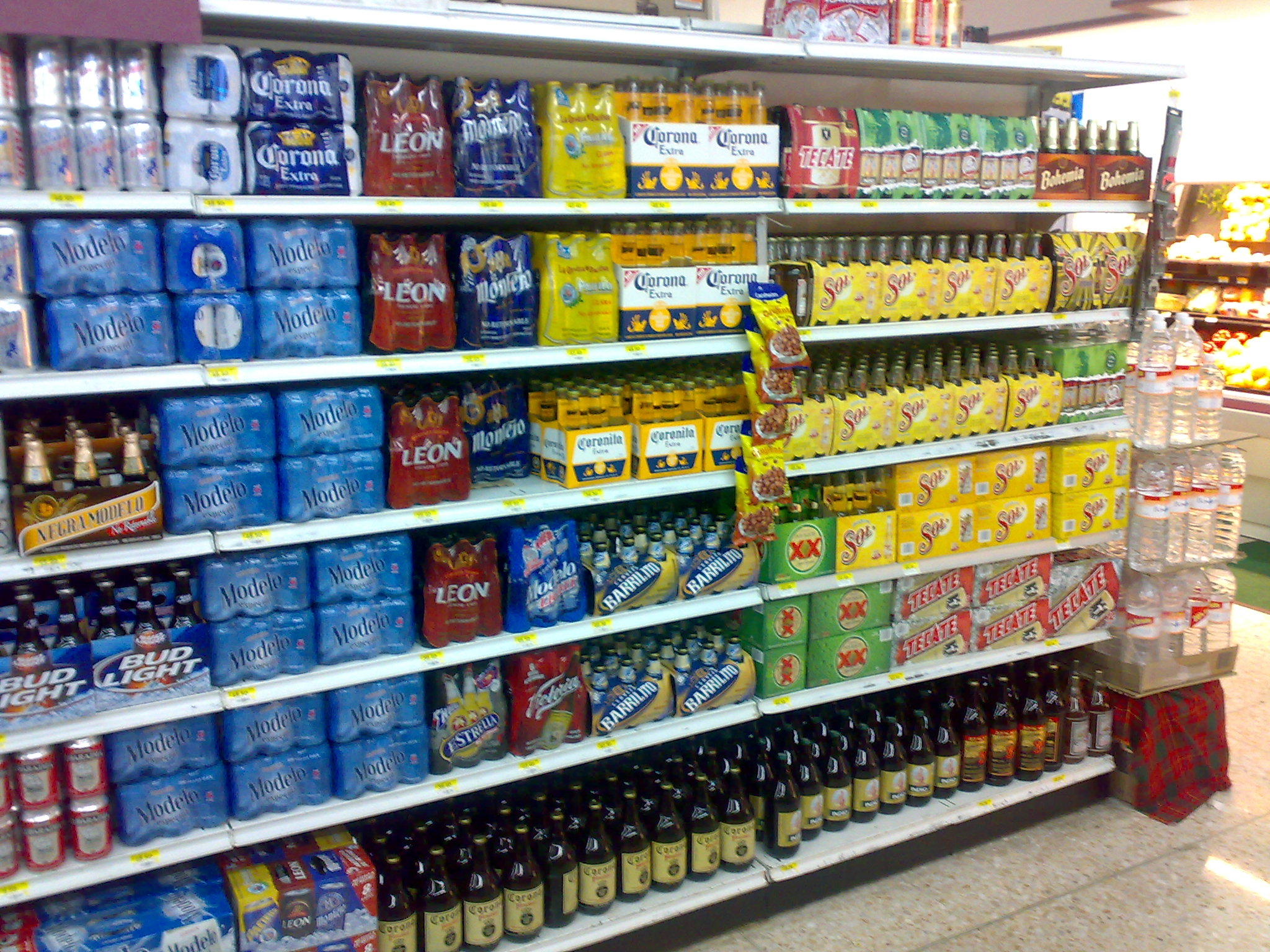
قفسه ای از مواد مصرفی در یک فروشگاه

مواد مصرفی (انگلیسی: Consumables) همچنین به عنوان کالاهای غیر بادوام یا کالاهای نرم شناخته می‌شود. محصولاتی که با توجه به نسخه ۱۹۱۳ از فرهنگ لغت وبستر، قابلیت مصرف شدن را دارند و ممکن است هدر رفته، نابود شده و از بین بروند. جان لاک این عنوان مشخص را برای کالاهای مصرفی می‌داند.
محصولات مصرفی یا یکبار مصرف همیشه به ارائه خدمات به مواد غذایی شامل: پلاستیک، فوم، نایلون و محصولات کاغذی یا وسایل تمیز کننده محدود نمی‌شود.
مواد مصرفی محصولاتی هستند که مصرف‌کنندگان پیوسته به صورت عادت یا نیاز استفاده می‌نمایند، یا دور انداخته می‌شوند. برای مثال محصولات تجهیزات اداری مصرفی مانند: کاغذ، قلم، پوشه فایل، تونر یا کارتریج جوهر و این در مقابل کالاهای بادوام و کالاهای سرمایه‌ای در دفتر و محل کار، از جمله کامپیوتر، دستگاه‌های فکس، و دستگاه‌های دیگر کسب و کار یا مبلمان اداری است.
مثال دیگر برای جوشکاری قوس الکتریکی است که با استفاده از یک الکترود جوش انجام می‌شود. این الکترود که با ذوب آهن موجود در آن به عنوان یک فلز پرکننده عمل می‌کند و در جوشکاری اتصال آهن‌آلات را انجام می‌دهد، یک ماده مصرفی است.
مواد مصرفی معمولاً از سیاست گارانتی حذف شدند، چون هزینه برای پوشش بیمه قیمت آنها را بیش از حد افزایش خواهد یافت و برای مصرف‌کننده به صرفه نخواهد بود.